# منفاخ الورق
منفاخ الأوراق غالباً ما يشار إليه على أنه ببساطة منفاخ، هي أداة البستنة التي تدفع الهواء للخروج من فوهة لدفع أوراق الشجر والعشب. يتم تشغيل منفاخ الأوراق بمحركات كهربائية أو محركات تعمل بالوقود. تعتبر المنافيخ الورقية وحدات محمولة باليد، أو وحدات محمولة على الظهر مصحوبة بعصا يد، هذا الأخير هو أكثر راحة للاستخدام لفترات طويلة. قد تستقر الوحدات الأكبر على العجلات وتستخدم حتى محرك الدفع.

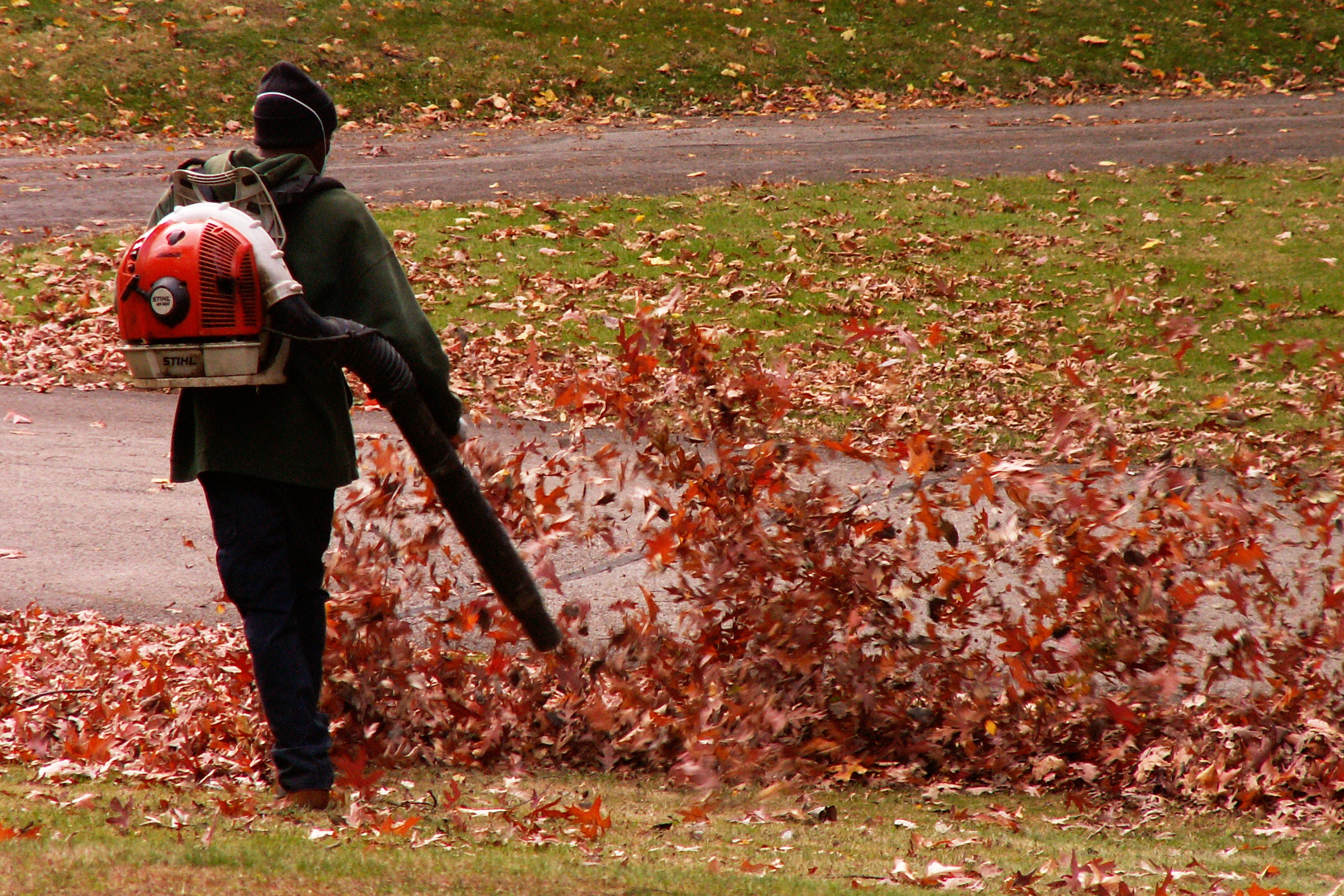

يمكن لبعض المنافيخ أن تمتص الأوراق والأغصان الصغيرة عن طريق الشفط، وتمزيقه ومن ثم تخزينه في كيس داخلها، مشابهة للمكنسة الكهربائية.
تعمل نافخات الأوراق بمحركات كهربائية أو بنزين. لطالما كانت نماذج البنزين محركات ثنائية الأشواط، ولكن تم إدخال محركات رباعية الأشواط مؤخرًا لمعالجة مخاوف تلوث الهواء جزئيًا. منفاخ الأوراق عبارة عن وحدات محمولة ذاتيًا، أو وحدات محمولة على الظهر مع عصا محمولة. هذا الأخير أكثر راحة للاستخدام لفترات طويلة. قد تستقر الوحدات الأكبر على عجلات وحتى تستخدم محركًا للدفع. تسمى هذه أحيانًا «المشي خلف منفاخ الأوراق» لأنه يجب دفعها يدويًا ليتم تشغيلها.
يمكن لبعض الوحدات، التي تسمى منفاخ خوائي، امتصاص الأوراق والأغصان الصغيرة عبر خواء، وتمزيقها في كيس.

## نظرة عامة

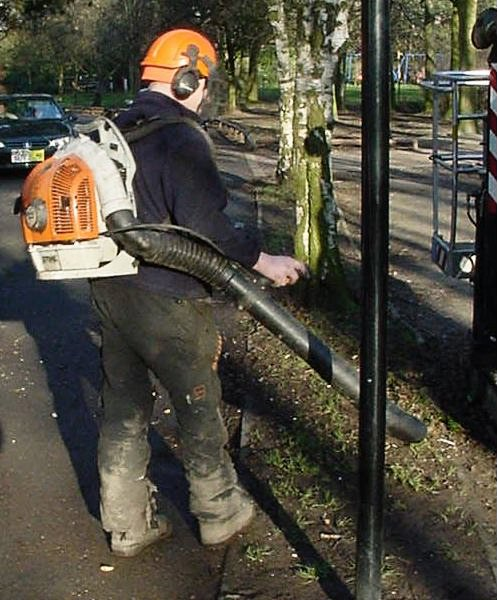

سهلت ظروف الجفاف في كاليفورنيا قبول منفاخ الأوراق حيث تم حظر استخدام المياه للعديد من مهام تنظيف الحدائق. منفاخ الأوراق يوفر أيضًا الوقت مقارنة بالمكنسة. [ بحلول عام 1990، تجاوزت المبيعات السنوية 800000 في الولايات المتحدة، وأصبحت الأداة تطبيقًا للبستنة في كل مكان.
أظهر ريتشارد هاموند وظائف أخرى بخلاف الاستخدام البسيط لصيانة الحديقة في المسلسل التلفزيوني Brainiac ، حيث تم إنشاء حوامات بحجم رجل من منفاخ أوراق. نظرًا لكونها محمولة وقادرة على توليد سرعات رياح تتراوح بين 140 و270 ميلًا في الساعة (63-121 م / ث) وأحجام هواء تبلغ 14 مترًا مكعبًا في الدقيقة، فإن منفاخ الأوراق له العديد من الاستخدامات المحتملة في مشاريع البناء للهواة.
نشأ أصل منفاخ الأوراق في عام 1947 كجهاز مبيد على الظهر، اخترعته شركة Kyoritsu Noki اليابانية. اتبعت Kyoritsu هذا التصميم بحقيبة ظهر / منفاخ / آلة رش رذاذ في عام 1955. في عام 1968، تقدمت Kyoritsu بطلب للحصول على براءة اختراع لتصميم منفاخ على ظهره، وفي عام 1972 أثبتت نفسها في الولايات المتحدة باسم Kioritz Corporation of America ، ويقال إنها اخترعت أول منفاخ أوراق في عام 1977. الشركة غيرت اسمها إلى Echo في عام 1978.
من بين الشركات المصنعة المنافسة مثل Stihl وWeed Eater وHusqvarna ، شهد Echo زيادة مبيعات نافخات الأوراق في السبعينيات. تشير التقديرات إلى أن بيع نافخات الأوراق في الولايات المتحدة قد تجاوز مليون وحدة بحلول عام 1989.

## التأثير البيئي والمهني
مستوى ضوضاء منفاخ الأوراق الذي يعمل بالغاز باستخدام تطبيق NIOSH Sound Level Meter
تُعد الانبعاثات من معدات الحفاظ على الأرضيات التي تعمل بالبنزين بشكل عام مصدرًا لتلوث الهواء ، وهي تلوث الضوضاء بشكل فوري (عند تشغيلها بواسطة محركات الاحتراق الداخلي، بدلاً من الكهرباء). في الولايات المتحدة، تحدد معايير الانبعاثات الأمريكية الحد الأقصى للانبعاثات من المحركات الصغيرة. تعمل المحركات ثنائية الشوط المستخدمة في معظم نفاخات الأوراق عن طريق خلط البنزين بالزيت، ولا يتم حرق ثلث هذا الخليط، بل ينبعث كعادم ضباب. تم ربط هذه الملوثات بالسرطان وأمراض القلب والربو. وجدت دراسة أجريت عام 2011 أن كمية ملوثات NMHC المنبعثة من منفاخ الأوراق الذي يعمل لمدة 30 دقيقة يمكن مقارنتها بالكمية المنبعثة من شاحنة فورد F-150 التي كانت تسير من تكساس إلى ألاسكا.
بالإضافة إلى الآثار الصحية الضارة لأول أكسيد الكربون وأكاسيد النيتروجين والهيدروكربونات والجسيمات المتولدة في غاز العادم للمحركات التي تعمل بالبنزين، فإن منفاخ الأوراق يطرح مشاكل متعلقة بالغبار الناتج عن التدفق القوي للهواء. تحتوي سحب الغبار التي تسببها نافخات الأوراق على مواد قد تكون ضارة مثل المبيدات الحشرية والعفن والبراز الحيواني التي قد تسبب التهيج والحساسية والأمراض. [بحاجة لمصدر]
يُعد التلوث الضوضائي أيضًا مصدر قلق لمنفاخات الأوراق، حيث يمكن أن تصدر مستويات ضوضاء أعلى من تلك المطلوبة للتسبب في فقدان السمع لكل من المشغل والأشخاص القريبين منه. [بحاجة لمصدر]
تشكل نافخات الأوراق أيضًا خطرًا سمعيًا مهنيًا لما يقرب من مليون شخص يعملون في خدمة الحديقة وصيانة الأرض. قيمت دراسة حديثة التعرض للضوضاء المهنية بين حراس الأرض في العديد من جامعات ولاية كارولينا الشمالية العامة ووجدت مستويات ضوضاء من نافخات الأوراق بمتوسط 89 ديسيبل (مرجح A) ومستويات ضغط صوت قصوى تصل إلى 106 ديسيبل (أ)، وكلاهما يتجاوز بكثير المعهد الوطني ل السلامة والصحة المهنية (NIOSH) - حد التعرض الموصى به 85 ديسيبل (أ) 

### يحظر
بعد وقت قصير من إدخال منفاخ الأوراق إلى الولايات المتحدة، تم حظر استخدامه في مدينتين في كاليفورنيا، كارميل باي ذا سي في عام 1975 وبيفرلي هيلز في عام 1978، كمصدر إزعاج للضوضاء. يوجد حاليًا عشرون مدينة في كاليفورنيا حظرت منفاخ الأوراق، أحيانًا فقط داخل الأحياء السكنية وعادة ما تستهدف المعدات التي تعمل بالبنزين. 80 مدينة أخرى لديها مراسيم بشأن الكتب تقيد الاستخدام أو مستوى الضوضاء أو كليهما.

### حلول أكثر هدوءًا
للوفاء بلوائح كاليفورنيا لعام 1995 الخاصة بالضوضاء وتلوث الهواء، قام مصنعو منفاخ الأوراق بتعديل تصميمات المحرك الحالية لتتوافق، ومع ذلك، كانت لوائح عام 1999 أكثر صرامة بكثير، مما أدى إلى تصميم محرك ثنائي الأشواط أكثر هدوءًا وتوافقًا. في الوقت الذي أصبحت فيه نافخات الأوراق أكثر احتمالًا في أحياء الضواحي الأمريكية، حظرت العديد من المجتمعات الآن استخدامها. في منتصف العقد الأول من القرن الحادي والعشرين ولإجابة المزيد من النقاد، طور المصنعون مرة أخرى منفاخ الأوراق، باستخدام تصميم الأداة NICad (النيكل والكادميوم) لإنشاء أول منفاخ أوراق لاسلكي. تم تحسين تصميمات منفاخ الأوراق الجديدة التي تعمل بالبطارية من NiCad عن طريق بطاريات الليثيوم أيون الأكثر قوة وأطول وقتًا، والتي تضم معظم منفاخ الأوراق اللاسلكي الذي يتم تسويقه اليوم. تعمل المنافيخ الورقية اللاسلكية اليوم بدون أي انبعاثات، وتعمل بتخفيض يقدر بـ 70٪ ، مقارنة بمستوى الضوضاء الناتج عن سابقاتها.